# Albert Neisser
Albert Ludwig Sigesmund Neisser, född 22 januari 1855 i Schweidnitz, död 30 juli 1916 i Breslau, var en tysk bakteriolog och dermatolog. 
Neisser blev 1877 medicine doktor, 1880 privatdocent i Leipzig, 1882 extra ordinarie och 1907 ordinarie professor i hudsjukdomar i Breslau. År 1886 valdes Neisser till ledamot av Vetenskapsakademien Leopoldina. År 1889 hörde han tillsammans med Joseph Doutrelepont, Moriz Kaposi, Edmund Lesser och Philipp Josef Pick till grundarna av tyska dermatologiska sällskapet.
Bland hans många vetenskapliga arbeten bör nämnas hans upptäckt av gonokockbakterien, den bakterie som orsakar gonorré. Den tyske ögonläkaren Carl Siegmund Franz Credé utvecklade sedan en förebyggande behandling med silvernitratlösning (lapis) som droppades i ögonen på nyfödda barn för att förhindra blindhet, om modern var gonorrésmittad vid barnets födsel, credés profylax.